# 1852 aux États-Unis
Pour des articles plus généraux, voir Chronologie des États-Unis et 1852.
Chronologie des États-Unis
- 1848
- 1849
- 1850
- 1851
- 1852
- 1853
- 1854
- 1855
- 1856

Cette page concerne des événements d'actualité qui se sont produits durant l'année 1852 du calendrier grégorien aux États-Unis.

## Gouvernement
- Président : Millard Fillmore (Whig)
- Vice-président : vacant
- Secrétaire d'État : Daniel Webster (Whig) jusqu'au 24 octobre, puis Secrétaire d'État intérimaire : Charles Magill Conrad à partir du 25 octobre jusqu'au 5 novembre, puis Secrétaire d'État : Edward Everett à partir du 6 novembre
- Chambre des représentants - Président : Linn Boyd Démocrate

## Événements
- 16 février : fondation de la compagnie Studebaker, firme spécialisée dans la fabrication de chariots tirés par des chevaux.
- 19 février : fondation de Phi Kappa Psi, une fraternité universitaire à Canonsburg (Pennsylvanie).
- 2 mars : le premier fourgon d'incendie à vapeur américain est testé.
- 18 mars : fondation du groupe financier Wells Fargo à San Francisco en Californie, par Henry Wells et William Fargo, créateurs avec John Warren Butterfield (en), d'American Express en 1850.
- 20 mars : Publication de La Case de l'oncle Tom, un roman de l'écrivain américaine Harriet Beecher Stowe. Le roman eut un profond impact sur l'état d'esprit général vis-à-vis des Afro-Américains et de l'esclavage aux États-Unis ; il fut l'une des raisons de l'intensification des conflits qui menèrent à la Guerre de Sécession. L'impact du roman fut tel qu'on attribue à Abraham Lincoln ces mots, prononcés lorsqu'il rencontra Harriet Stowe au début de la Guerre de Sécession : "C'est donc cette petite dame qui est responsable de cette grande guerre."
- 3 août : première régate universitaire entre Harvard et Yale. Harvard s'impose de deux longueurs[1].
- 2 novembre : élection présidentielle américaine de 1852. Le démocrate Franklin Pierce obtient un mandat de président des États-Unis contre son adversaire whig Winfield Scott. L'écrasante victoire démocrate provoque l'effondrement du Parti whig, qui disparait ensuite de la vie politique.
- À la suite de la ruée vers l’or californien qui débute en 1849, nombre de New Yorkais, dont Alexander Cartwright, s’installent à San Francisco, introduisant le baseball (le New York Game) et le cricket. En 1852, des parties « sérieuses » y sont déjà signalées.
- Alexander Cartwright introduit le baseball à Hawaii[2].
- Fondation du Mount Sinai Hospital, un hôpital situé à New York.
- Fondation du Mills College en tant que séminaire de jeunes filles qui deviendra une université d'arts libéraux privée, située dans la ville d'Oakland en Californie
- Fondation de Smith & Wesson, une compagnie qui fabrique des armes à feu et des menottes, basée à Springfield (Massachusetts).
- Matthew Perry appareille de Norfolk en direction du Japon, porteur d'une lettre du président américain Millard Fillmore et avec la mission d'ouvrir les routes commerciales vers l'archipel nippon, jusqu'ici fermé par la politique d'isolement volontaire voulu par le shogunat des Tokugawa.

## Naissances
- 16 février : Charles Taze Russell pasteur fondateur du mouvement des Étudiants de la Bible, ancêtre des Témoins de Jéhovah.
- 26 février : John Harvey Kellogg, médecin et chirurgien américain, inventeur des Corn Flakes.
- 1er avril : Edwin Austin Abbey, (né à Philadelphie, Pennsylvanie, décédé le 1er août 1911), est un artiste, illustrateur et artiste peintre.
- 13 avril : Frank Woolworth, († 8 avril 1919), était un commerçant américain. Né à Rodman, dans l'État de New York, il fonda la F.W. Woolworth Company en 1911, une chaîne de magasins à bas prix.
- 1er mai : Calamity Jane (Martha Jane Canary, dite), aventurière († 1er août 1903).
- 19 décembre : Albert Abraham Michelson, physicien américain.

## Décès

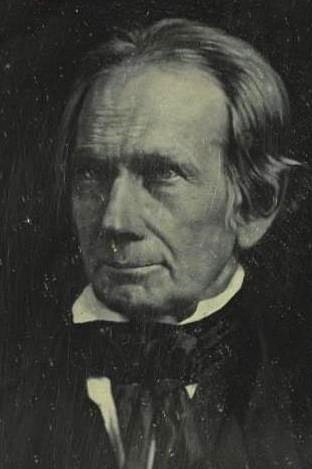
29 juin : Henry Clay

- 29 juin : Henry Clay, (°12 avril 1777 en Virginie) homme politique et sénateur, l'une des plus grandes figures politiques américaines de la première moitié du XIXe siècle.
- 28 novembre : John Lloyd Stephens, (°28 novembre 1805), était un explorateur, écrivain, et diplomate.
- 24 octobre : Daniel Webster, (°18 janvier 1782), fut l'un des hommes d'État les plus importants lors de la période qui précéda la Guerre de Sécession.

#### Articles généraux
- Histoire des États-Unis de 1776 à 1865
- Évolution territoriale des États-Unis
- Ruée vers l'or en Californie

#### Articles sur l'année 1852 aux États-Unis
- Élection présidentielle américaine de 1852